# Joanni Maurice Perronet
Joanni Maurice Perronet  (París, 19 d'octubre de 1877 – 1 d'abril 1950) va ser un tirador d'esgrima francès, especialista en el floret, que va prendre als Jocs Olímpics de 1896 a Atenes.
Perronet era un tirador professional i junt al grec Leonidas Pyrgos foren els únics professionals als quals es va permetre competir als Jocs Olímpics de 1896. Ambdós disputaren la prova de floret professional, que consistí en un enfrontament al millor de tres tocs i que fou guanyat per Pyrgos per 3-1.